# 초콜릿 칩

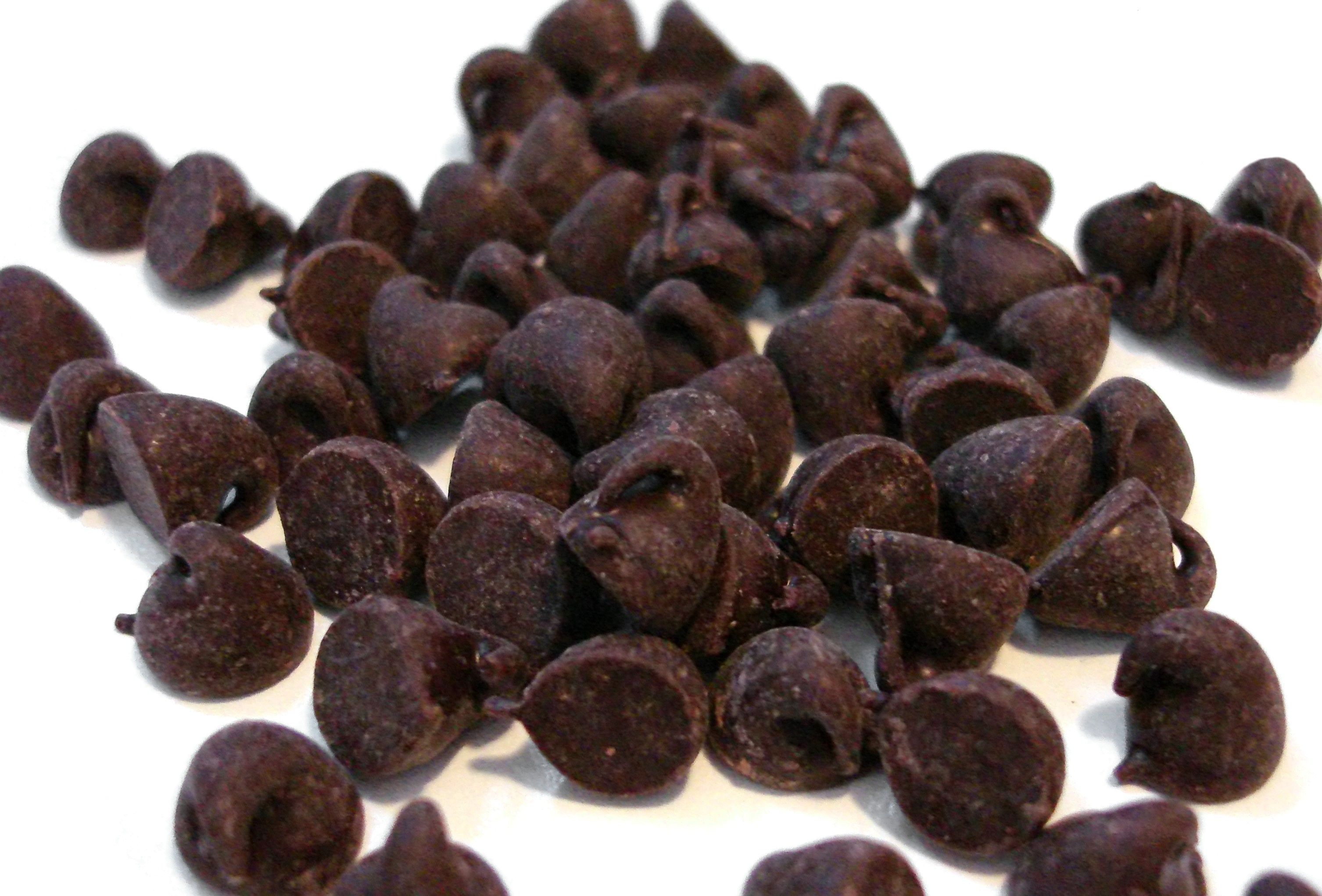
초콜릿 칩

초콜릿 칩(Chocolate chip)은 작은 초콜릿 조각이다. 초콜릿 칩은 주로 제과제빵 시 사용되는 제과용 초콜릿인데 대체로 쿠키에 많이 들어가는 편이며 이 외에도 케이크를 비롯한 다른 디저트들에 쓰이기도 한다.

## 기원
초콜릿 칩은 1937년 매사추세츠주 휘트먼 마을에 있는 톨 하우스 인(Toll House Inn)의 루스 그레이브스 웨이크필드(Ruth Graves Wakefield)가 쿠키 레시피에 잘린 약간 달콤한 네슬레 초콜릿 바 덩어리를 추가하면서 초콜릿 칩 쿠키가 발명되면서 만들어졌다. (네슬레 브랜드 톨 하우스 쿠키는 여관 이름을 따서 명명되었다.) 쿠키는 큰 성공을 거두었고 웨이크필드는 1939년 네슬레와 계약을 맺고 평생 초콜릿을 공급하는 대가로 초콜릿 바 포장에 자신의 레시피를 추가했다. 처음에 네슬레는 초콜릿 바와 함께 작은 도마 도구를 포함했다. 1941년에 네슬레와 경쟁업체 중 적어도 한 곳은 초콜릿을 "칩"(또는 "모셀") 형태로 판매하기 시작했다.

## 같이 보기
- 제과용 초콜릿
- 초콜릿 칩 쿠키